# 斯科帕
斯科帕（義大利語：Scopa），是意大利韦尔切利省的一个市镇。总面积22平方公里，人口404人，人口密度18.4人/平方公里（2009年）。ISTAT代码为002134。